# Winhill/Losehill
Winhill/Losehill är en svensk musikgrupp från Umeå bestående av sex medlemmar: Jonas Svennem, Henrik Nybom, Petrus Sjövik, Sofia Högstadius, Carl Åkerlund och Kalle Lundin. Bandnamnet är taget från två berg belägna vid den engelska byn Hope Village, där Jonas Svennem medverkade i ett folkmusikläger i yngre ålder.
Gruppens debutalbum Swing of Sorrow släpptes den 22 februari 2012. Skivan, som är en dubbelskiva med 19 låtar, är tillägnad Svennems mor Karin som gick bort i cancer några år tidigare. Albumet fick över lag goda recensioner, med genomsnittet 4 av 5 på Kritiker.se, baserat på nitton recensioner. Dagens Nyheters recensent gav skivan högsta betyg. Från albumet släpptes singlarna "Tell Her She's the Light of The World", "The House Is Black" och "The Heart Is a Mussel".
Winhill/Losehill var förband åt Deportees under Deportees Sverigeturné 2011.
Gruppens andra album, Trouble Will Snowball, släpptes i februari 2015.

## Diskografi

### Album
- 2012 – Swing of Sorrow
- 2015 – Trouble Will Snowball
- 2022 – The Grief

### Singlar
- 2012 – "Tell Her She’s the Light of the World"[3]
- 2012 – "The House Is Black"[3]
- 2012 – "The Heart Is a Mussel"[4]
- 2014 – "Aifos"[5]
- 2014 – "Working on the Side"
- 2015 – "I'll Be Gone"
- 2021 – "Have You Been Working"
- 2022 – "Human River"

### Fotnoter
1. 1 2  Dahlström, Mattias (26 februari 2012). ”Ett ord kan vara för tungt för att sjunga live”. Dagens Nyheter:  s. 6. Läst 26 februari 2012.
2. ↑  ”Swing of Sorrow”. Kritiker.se. http://www.kritiker.se/skivor/winhilllosehill/swing-of-sorrow/. Läst 28 juni 2012.
3. 1 2 3  ”Det måste finnas en tröst i musiken också”. Värmlands folkblad. 5 juli 2012. Arkiverad från originalet den 18 april 2013. https://archive.is/20130418120828/http://www.vf.se/kultur-noje/noje/%E2%80%9Ddet-maste-finnas-en-trost-i-musiken-ocksa%E2%80%9D. Läst 19 juli 2012.
4. ↑  Winhill/Losehill på Facebook.
5. ↑  ”"Aifos"”. Arkiverad från originalet den 31 augusti 2014. https://web.archive.org/web/20140831142646/http://blogg.svt.se/psl/2014/05/05/premiar-winhilllosehill-aifos-2/. Läst 25 september 2014.